# Micrathyria ocellata
Micrathyria ocellata is een libellensoort uit de familie van de korenbouten (Libellulidae), onderorde echte libellen (Anisoptera).
De wetenschappelijke naam Micrathyria ocellata is voor het eerst geldig gepubliceerd in 1897 door Martin.